# سایکدلیک فانک
سایکدلیک فانک (انگلیسی: Psychedelic funk) که با نام‌های پی‌فانک (P-Funk) یا فانکدلیا (Funkadelia) هم شناخته می‌شود و گاه با سایکدلیک سول اشتباه گرفته می‌شود، یک سبک موسیقی است که موسیقی فانک را با عناصر راک سایکدلیک ترکیب می‌کند.
این سبک در اواخر دهه ۱۹۶۰ و اوایل دهه ۱۹۷۰ توسط هنرمندان آمریکایی همچون اسلای اند د فمیلی استون (
Sly and the Family Stone)، جیمی هندریکس و مجموعه‌ی پارلمنت-فانکدلیک]] ابداع شد و توسعه یافت.
سایکدلیک فانک تأثیر قابل‌توجهی بر سبک‌های جز فیوژن در دهه ۱۹۷۰ و نیز جی-فانک در موسیقی هیپ‌هاپ ساحل غربی آمریکا در دهه ۱۹۹۰ گذاشت.
این سبک با ترکیب ریتم‌های فانکی، افکت‌های صوتی سایکدلیک، گیتارهای دیستورشن‌دار، و فضاسازی صوتی پیچیده، حال‌وهوایی توهم‌گونه، عمیق و گاهی خلسه‌آور به موسیقی می‌دهد.